# Lev Jašin. Vratar' moej mečty
Lev Jašin. Vratar' moej mečty (Лев Яшин. Вратарь моей мечты) è un film del 2019 diretto da Vasilij Čiginskij.

## Trama
Il film racconta il leggendario portiere Lev Yašin, grazie al quale la squadra dell'URSS a metà del XX secolo ha vinto i premi calcistici più significativi.